# Municipio de Jackson (Nebraska)
El municipio de Jackson (en inglés: Jackson Township) es un municipio ubicado en el condado de Hall en el estado estadounidense de Nebraska. En el año 2010 tenía una población de 332 habitantes y una densidad poblacional de 2,05 personas por km².

## Geografía
El municipio de Jackson se encuentra ubicado en las coordenadas 40°47′31″N 98°40′24″O / 40.79194, -98.67333. Según la Oficina del Censo de los Estados Unidos, el municipio tiene una superficie total de 162.03 km², de la cual 158,14 km² corresponden a tierra firme y (2,4 %) 3,9 km² es agua.

## Demografía
Según el censo de 2010, había 332 personas residiendo en el municipio de Jackson. La densidad de población era de 2,05 hab./km². De los 332 habitantes, el municipio de Jackson estaba compuesto por el 94,28 % blancos, el 0,3 % eran isleños del Pacífico, el 5,42 % eran de otras razas. Del total de la población el 8,13 % eran hispanos o latinos de cualquier raza.